# Rafetus
Rafetus är ett släkte av sköldpaddor som beskrevs av den brittiske zoologen John Edward Gray 1864. Rafetus ingår i familjen lädersköldpaddor.

## ArterenligtCatalogue of Life[1]
- Rafetus euphraticus
- Rafetus swinhoei